# 成績通脹
成績通脹或等級通脹，是指向學生頒授更高的成績及等級，導致學生的平均成績偏高。 
成績通脹也包括指成績平均等級逐年上升的趨勢。不過，如果是教育質素改善而導致成績上升，並不屬成績通脹。成績通脹是指在質素相同下，成績等級比以前上升。 
成績通脹主要發生在美國及英國，包括英國中等教育普通證書及普通教育高級程度證書，另外，在加拿大、澳洲、新西蘭、法國、德國、南韓及印度也出現成績通脹現象。

## 影響
- 因为学生的学术成果并没有办法在成绩单上反映出来，所以成绩通胀可能会打击学生的积极性
- 破坏了成绩原本具有的纠偏反馈功能[4]
- 不同学校的给分标准并不统一。打分严格的学校或学院会导致学生在就业市场处于劣势地位，除非雇主能够考虑到学校排名等因素
- 不同学科的给分标准也同样不统一
- 很难比较在不同时间参加考试的学生能力
- 为了能够准确测量申请者的能力及态度，未来的雇主必须考虑成绩以外的因素，比如学生拥有的实习或者工作经验[5]

普林斯顿大学在成绩通胀问题上做出了难得的表率，在2004年，其公开宣布施行遏制成绩通胀的政策，规定在本科生课程中，能够取得 A 档成绩的学生数量必须小于35%，而初级和高级独立学习的比例必须小于55%。该比例是根据过去三年各个学院和学科获得 A 档成绩的比例来综合确定的。

## 争议
- 1995年，美国教育部的一位高级研究分析员Clifford Adelman考察了超过3000所大学的学生成绩单，并指出在过去的20年间，学生的成绩实际上有所下降[7]
- 在美国国家教育数据中心发布的一份报告中显示，在1999-2000年中，美国1650万名大学生中，28.9%的学生获得 C 档或者更低档的成绩，只有14.5%的学生获得了 A 档的成绩[8]。这一结果说明成绩分布仍然正常，并没有通胀的趋势。